# Фукудомэ, Сигэру
Сигэру Фукудомэ (яп. 福留 繁 Фукудомэ Сигэру, 1 февраля 1891, Йонаго — 6 февраля 1971) — вице-адмирал Императорского флота Японии, начальник штаба Объединённого флота в годы Второй мировой войны.

## Биография
Родился в 1891 году в Йонаго префектуры Тоттори. После окончания в 1912 году Кайгун хэйгакко служил мичманом на крейсерах «Соя» и «Издумо» и броненосце «Сацума», после производства в энсины — на броненосце «Хидзэн» и крейсере «Касима».
После прохождения курсов повышения квалификации по морской артиллерии и торпедному делу служил на патрульном судне «Мансю», крейсере «Читосэ», и в 1918 году был произведён в лейтенанты. После повышения квалификации по навигации служил главным штурманом на эсминце «Сакура» и крейсере «Ниитака». В 1921—1922 годах был одним из офицеров нефтеналивного судна «Камой» во время его похода в США. По возвращении в Японию занимал ряд штабных должностей. В 1924 году окончил с отличием Кайгун дайгакко и был произведён в лейтенант-коммандеры. Был главным штурманом на крейсере «Ивате», затем попал в Генеральный штаб Императорского флота Японии, где занимал различные посты; в 1929 году был произведён в коммандеры, а в 1933 году получил звание кэптена. В 1938—1939 годах был капитаном линкора «Нагато».
15 ноября 1939 года был произведён в контр-адмиралы и переведён в штаб Объединённого флота. Был начальником штаба Объединённого флота при адмирале Исороку Ямамото и его преемнике Минэити Кога. После того, как в марте 1944 года Кога погиб в авиакатастрофе, Сигэру Фукудомэ был главнокомандующим 6-й воздушной базы и 2-го воздушного флота, базировавшегося в районе Кюсю-Окинава-Тайвань. В конце октября 1944 года из-за больших потерь японской авиации на Филиппинах зона ответственности Фукудомэ была распространена и на Филиппины.
В январе 1945 года 2-й воздушный флот был расформирован, а его остатки присоединены к 1-му воздушному флоту. Сигэру Фукудомэ был переведён в Сингапур, где принял командование над 10-м флотом. После войны ему было доверено британскими властями руководить эвакуацией граждан японской национальности из Сингапура на родину. Впоследствии был арестован, обвинён в военных преступлениях и провёл несколько лет в заключении. В 1950 году вышел на свободу и вошёл в состав комиссии по организации Сил самообороны Японии.